# Juridiction de Konolfingen
?–1798
Entités suivantes :
- District de Konolfingen

La juridiction de Konolfingen est une juridiction de haute-justice du landgraviat de Bourgogne (de). Elle appartient à la maison de Kybourg-Berthoud, puis à Berne dès 1406.

## Histoire
La juridiction de Konolfingen est une des juridictions du landgraviat de Bourgogne (de), les autres étant les juridictions de Murgeten, Ranflüh, Thoune (sous le nom de bailliage extérieur et non de juridiction) et Zollikofen.
Une partie de la seigneurie puis bailliage de Signau est soumise à la juridiction de Konolfingen.
Lorsque la haute-justice est rendue, l'assemblée est présidée par un représentant du conseil de Berne. Selon les époques, il s'agit de l'avoyer, d'un membre du conseil ou du banneret.

## Étendue de la juridiction
De la juridiction dépendent notamment les territoires suivants :
- La seigneurie puis bailliage de Signau (en partie seulement) ;
- La juridiction de basse-justice de Biglen (dès 1408[3]), qui comprend également Landiswil et Obergoldbach (transférées dans la juridiction de Konolfingen au plus tard en 1471[4]) ;
- La seigneurie de Münsingen[5] ;
- La seigneurie de Worb[6] ;
- La seigneurie de Diessbach (seulement pour certaines compétences, à l'exception de la haute-justice qui appartient au seigneur[7]).

### Article
- (de) Ernst Werder, « Herrschaftsbeamtungen auf dem Land : besonders im Landgericht Konolfingen », Berner Zeitschrift für Geschichte und Heimatkunde, vol. 12,‎ 1950, p. 9-23 (lire en ligne, consulté le 20 mars 2022)